# Kurlowo
Kurlowo (russisch Курлово) ist eine Kleinstadt in der Oblast Wladimir (Russland) mit 6764 Einwohnern (Stand 14. Oktober 2010).

## Geografie
Die Stadt liegt etwa 80 km südlich der Oblasthauptstadt Wladimir an einem kleinen rechten Zufluss der Gus im Einzugsbereich der Wolga.
Kurlowo gehört zum Rajon Gus-Chrustalny.

## Geschichte
Der Ort entstand im Zusammenhang mit der Errichtung des Glaswerkes Kurlowskaja fabrika 1811.
1927 erhielt der Ort den Status einer Siedlung städtischen Typs unter dem Namen Kurlowski und war von 1929 bis 1963 Verwaltungszentrum eines selbständigen Rajons.
1998 wurde das Stadtrecht verliehen.

### Bevölkerungsentwicklung
| Jahr | Einwohner |
| ---- | --------- |
| 1939 | 5641      |
| 1959 | 8410      |
| 1970 | 8664      |
| 1979 | 8428      |
| 1989 | 7889      |
| 2002 | 7433      |
| 2010 | 6764      |

Anmerkung: Volkszählungsdaten

## Wirtschaft und Infrastruktur
Bedeutendstes Unternehmen ist das Glaswerk Simwol (Fenster-, Fahrzeug-, Panzer- und Geräteglas sowie Flaschen). Daneben Betriebe der Holzwirtschaft und der holzverarbeitenden Industrie.
Die Stadt liegt an der Eisenbahnstrecke Wladimir–Tuma (Tumskaja). Durch Kurlowo führt auch die Straße R73 Wladimir–Gus-Chrustalny–Tuma, wo Anschluss an das Straßennetz der Oblast Rjasan besteht.